# Бомонт (палац)
Бомонт (англ. Beaumont Palace) — історична резиденція англійських монархів, що знаходилася біля північної брами міста Оксфорд в Оксфордширі, Англія. Після демонтації в VXI ст. палац більше не існує.

## Історія
Палац Бомонт був побудований за задумом Генріха I близько 1130 року як королівський палац неподалік від королівського мисливського будиночку у Вудстоку (тепер частина парку палацу Бленхайм).

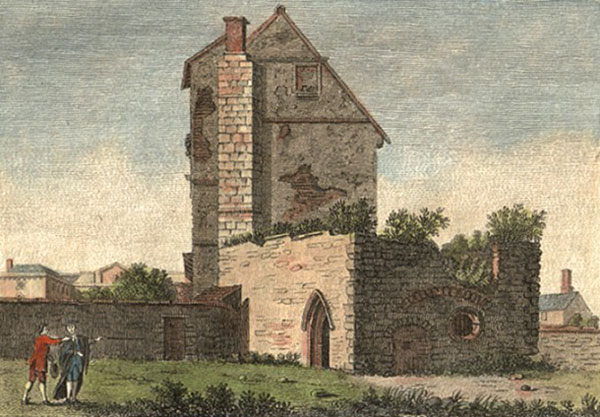
Палац у 1785 р.

Його розташування зафіксовано в Оксфорді на вулиці Бомонт. На північній стороні вулиці, поруч з Волтон-стріт, знаходиться стовп з вставленим у ньому каменем, на якому написано: Поруч з цим місцем стояв королівський будинок, відомий пізніше як палац Бомонт. Тут народились Король Річард I в 1157 і король Іоанн в 1167 році'. 
Генріх провів Великдень 1133 у Новій Аулі, його новому залі в Бомонті з великою помпезністю, святкуючи день народження свого онука, майбутнього короля Генріха II.
Едвард I був останнім королем, який жив в Бомонті як в офіційному палаці, і в 1275 році він подарував його італійському юристу Франческо Аккорсі, який взяв на себе його дипломатичні місії.
Коли Едвард II був змушений відступати у битві при Баннокберні в 1314 році, вважається, що він звернувся з молитвою до Діви Марії і пообіцяв знайти монастир для кармелітів (Білих Ченців), якщо зможе безпечно втекти. Виконуючи свою обітницю, він віддав палац Бомонт кармелітам у 1318 році.
У 1318 році палац був місцем початку афери Джона Дейдраса, в якій претендент на трон, стверджуючи, що він був законним королем Англії, захопив палац для себе. Джон Дейдрас був в результаті страчений за заколот. {2}[3]{/2}
Коли під час Протестантської реформи Білих Ченців було розформовано, більша частина будівлі була демонтована, а будівельний камінь використали в будівництві Оксфордського собору та коледжу Св. Іоанна.
На гравюрі 1785 показано залишки палацу Бомонт, останні з яких було зруйновано під час прокладання Бомонт-стріт в 1829 році.